# Deutsche Nachwuchsliga
Die Deutsche Nachwuchsliga ist die Bezeichnung der Elite-Nachwuchsligen in der Altersklasse U20 des Deutschen Eishockey-Bundes. Sie wurde im Jahr 2000 vom DEB in Zusammenarbeit mit den Eishockey-Landesverbänden gegründet. Ihre Zielsetzung ist die Ausbildung und Betreuung deutscher Nachwuchsspieler sowie das Heranführen an die deutschen Profiligen unter der sportlichen Leitung des Deutschen Eishockey-Bundes und der beteiligten Vereinen.
Bis 2010 umfasste die DNL die Spieler bis zum Alter von maximal 17 Jahren (U18). Für die Saison 2010/11 wurden die Altersklassen erstmals eingefroren, in der DNL spielten anschließend U19-Mannschaften. Nach einem erneuten Einfrieren zur Saison 2018/19 der Altersklassen nehmen seither U20-Mannschaften teil. Seit 2018 umfasst der Spielbetrieb der U20- und U17-Mannschaften drei bzw. zwei Divisionen.

## Allgemeines
Die DNL besteht seit dem Jahr 2000 und umfasste in der Saison 2016/17 die besten Nachwuchsmannschaften der Jahrgänge 1998 bis 2000, wobei bis zu drei Spieler des Jahrgangs 1997 als „Over-Age“-Spieler auch die Spielberechtigung haben konnten. Die Deutsche Nachwuchsliga beinhaltete Teams aus dem gesamten Bundesgebiet. Der DEB bezeichnet seine Nachwuchsliga als „Elite-Nachwuchs“. Zwischenzeitlich trug die Spielklasse durch ein Liga- und Namenssponsoring der US-Land Banking den Namen USLB-Nachwuchsliga.
Nach ihrer Gründung im Jahr 2000 konnte die Juniorenmannschaft des SC Riessersee die erste Meisterschaft der DNL gewinnen. Anschließend gewannen die Jungadler Mannheim bis 2006 fünf Mal hintereinander den Titel der Deutschen Nachwuchsliga und wurden nach der Saison 2006/07 vom Kölner EC abgelöst. Der KEC besiegte die Jungadler Mannheim in den Playoffs 2007 und war somit erstmals deutscher Nachwuchsmeister. Zuvor waren die Kölner von 2002 bis 2004 drei Mal im Playoff-Finale an den Mannheimern gescheitert. Die Meisterschaften aus den Spielzeiten 2007/08 bis 2009/10 konnten erneut die Jungadler Mannheim gewinnen. In der Saison 2010/11 gewann die Junioren-Mannschaft des EV Landshut erstmals die DNL-Meisterschaft, nachdem sie vom achten Rang in die Play-offs gestartet war.
Zur Saison 2013/14 wurde eine zweite Spielklasse in dieser Altersstufe, die DNL2, eingeführt, die in eine Nord- und Süd-Staffel unterteilt wurde.
Zur Saison 2016/17 wurde die DNL um vier Mannschaften (Iserlohn, Dresden, Ingolstadt und Schwenningen) aufgestockt und der Spielbetrieb in zwei Leistungsgruppen durchgeführt. Zur Saison 2018/19 wurde der Spielbetrieb im Nachwuchsbereich abermals neu strukturiert. Dabei wurden U20- und U17-Altersklassen definiert, die in zwei respektive drei Divisionen ausgespielt werden.
Die Meisterschaften zwischen 2012 und 2019 gewannen ohne Unterbrechung die Jungadler Mannheim, die damit mit 16 Titeln Rekordmeister sind.

## Regelungen
Durch die fortschreitende Regelverbesserung in der Liga werden die jungen Spieler an den Profisport herangeführt. Erfüllt ein Team die gegebenen Anforderungen nicht, so wird es für den Spielbetrieb nicht zugelassen. Qualifiziert für die jeweils nächste Saison sind grundsätzlich alle Teams der DNL.
Ein Kader für ein Spiel in der DNL sollte aus mindestens 15 Feldspielern und 2 Torhütern bestehen, die über das Zertifizierungsprogramm für den Spielbetrieb zugelassen worden sind. Eine Unterschreitung dieser Vorgabe bis zur Mindestspielstärke von 13 Feldspielern und einem Torhüter war in Ausnahmefällen möglich.

### Historische Regelungen
Vor der Einführung der DNL2 2013/14 qualifizierten sich für die jeweils nächste Saison die Teams, die nach der Hauptrunde einer Spielzeit die Plätze eins bis neun eingenommen haben sowie der Erstplatzierte der deutschen Jugendmeisterschaft. Sollte der sportliche Aufsteiger auf sein Aufstiegsrecht verzichten, so erhielt die Absteigermannschaft die Möglichkeit, weiterhin in der DNL zu spielen. So geschehen im Mai 2009, als der sportliche Absteiger, der Iserlohner EC auf Grund des Aufstiegsverzichts des EV Füssen der DNL erhalten blieb.
Ein Kader in der deutschen Nachwuchsliga muss aus mindestens drei Torhütern und 22 Feldspielern der Jahrgänge 1993 bis 1995 bestehen. Für Torhüter des Jahrgangs 1996 kann eine Ausnahmeregelung erteilt werden. Weiterhin dürfen maximal zwei transferkartenpflichtige Spieler gemeldet werden. Der Trainer der Nachwuchsmannschaft muss bei dem Verein einen 12-monatigen Arbeitsvertrag haben, welcher dem DEB vorliegt. Er muss dieses Amt zudem hauptberuflich ausüben. Die Vereine sind verpflichtet, die Spieler mehreren Leistungstests zu unterziehen und die Testergebnisse dem DEB vorzulegen. Die Leistungstests bestehen aus einem Athletikein- und -ausgangstest sowie einem Eis-Ein- und -Ausgangstest.
Für die Saison 2017/18 der DNL mussten bis zum 31. Mai 2017 beim über die Zulassung entscheidenden DEB Leistungssportausschuss Anträge durch alle bereits 2016/17 an der DNL teilnehmende Mannschaften, alle 2016/17 an der DNL2 teilnehmende Mannschaften mit Interesse an der Teilnahme an der DNL sowie alle 2016/17 unterhalb der DNL2 am Spielbetrieb teilnehmende Mannschaften, die sich bis zum 31. Dezember 2016 für den DEB-Nachwuchsspielbetrieb grundsätzlich beworben hatten, eingereicht werden.

### DNL2 2014–2017
Im Gegensatz zur DNL konnten in der DNL2 für die Saison 2016/17 Spieler der Jahrgänge 1998 bis 2001 und Spieler der Jahrgänge 1997 als Over-Age-Spieler, die das Zertifizierungsprogramm durchlaufen haben, eine Spielberechtigung erhalten. Die für die DNL2 2016/17 zugelassenen Mannschaften qualifizierten sich sportlich für die Saison 2017/18. Ebenso wie für die DNL galt auch für die DNL2, dass die 2016/17 teilnehmenden Mannschaften und Mannschaften aus den Ligen unterhalb der DNL2 sich bis zum 31. Mai 2017 beim DEB Leistungssportausschuss bewerben mussten und von diesem für den Spielbetrieb zugelassen werden mussten.

## DNL-Mannschaften 2022/23

### U20 Division I
- Jungadler Mannheim
- KEC Die Haie
- Eisbären Juniors Berlin
- Augsburger EV
- EV Landshut
- EV Regensburg
- Düsseldorfer EG
- Krefelder EV 81
- ESV Kaufbeuren
- ERC Ingolstadt
- Dresdner Eislöwen Juniors
- Schwenninger Wild Wings Future

### U20 Division II
- EC Bad Tölz
- Starbulls Rosenheim
- Iserlohner EC
- EV Füssen
- SC Riessersee
- SC Bietigheim-Bissingen
- EJ Kassel
- ESV 03 Chemnitz

### U20 Division III
| Nord - ES Weißwasser - EHC GA Wolfsburg - RT Bad Nauheim - Löwen Frankfurt - EV Duisburg | Süd - EV Ravensburg - HC Landsberg - EHC 80 Nürnberg - Deggendorfer SC - EC Peiting - Mannheimer ERC |

### U17 Division I
| Nord - Kölner EC Die Haie - ESC Dresden - Düsseldorfer EG - Eisbären Juniors Berlin - ETC Crimmitschau - Iserlohner EC - Krefelder EV - EHC GA Wolfsburg | Süd - EC Bad Tölz - ESV Kaufbeuren - Jungadler Mannheim - Starbulls Rosenheim - ERC Ingolstadt - EV Landshut - Schwenninger ERC - EV Regensburg - EV Füssen - EHC Straubing |

### U17 Division II
| Nord - EV Duisburg - Löwen Frankfurt - EHC Erfurt - Hamburger SV - Eishockey Jugend Kassel - RT Bad Nauheim - ESV 03 Chemnitz - ES Weißwasser | Süd - SC Bietigheim-Bissingen - EHC 80 Nürnberg - EHC München - Augsburger EV - 1. EV Weiden - Mannheimer ERC - EC Peiting - HC Landsberg |

- Meister U 17 II N/S fett gedruckt

## Deutsche Nachwuchsmeister
- 2000/01: SC Riessersee
- 2001/02: Jungadler Mannheim
- 2002/03: Jungadler Mannheim
- 2003/04: Jungadler Mannheim
- 2004/05: Jungadler Mannheim
- 2005/06: Jungadler Mannheim
- 2006/07: Kölner EC
- 2007/08: Jungadler Mannheim
- 2008/09: Jungadler Mannheim
- 2009/10: Jungadler Mannheim
- 2010/11: EV Landshut
- 2011/12: Jungadler Mannheim
- 2012/13: Jungadler Mannheim
- 2013/14: Jungadler Mannheim
- 2014/15: Jungadler Mannheim
- 2015/16: Jungadler Mannheim
- 2016/17: Jungadler Mannheim
- 2017/18: Jungadler Mannheim
- 2018/19: Jungadler Mannheim
- 2019/20: Meister wurde nicht ausgespielt
- 2020/21: Meister wurde nicht ausgespielt
- 2021/22: Eisbären Juniors Berlin
- 2022/23: Jungadler Mannheim
- 2023/24: EV Landshut
- 2024/25: Jungadler Mannheim

## Bekannte ehemalige Spieler
(aktive Zeit und Position in Klammern)
- Danny aus den Birken (2000–2003, G)
- Florian Busch (2000–2002, C)
- Sebastian Osterloh (2000–2001, D)
- Alexander Barta (2000–2001, C)
- Thomas Greiss (2002–2004, G)
- Philip Gogulla (2002–2005, LW)
- Jerome Flaake (2005–2008, LW)
- Korbinian Holzer (2004–2006, D)
- Kai Hospelt (2001–2003, F)
- Marcel Müller (2003–2006, C)
- Patrick Hager (2003–2006, RW)
- Lukas Lang (2003–2004, G)
- Felix Schütz (2003–2005, C)
- Robert Dietrich (2002–2003, D)
- Tom Kühnhackl (2007–2009, LW)
- Tobias Rieder (2008–2010, RW)
- Leon Draisaitl (2010–2012, C)
- Dominik Kahun
- Mirko Pantkowski
- Dominik Bokk
- Charlie Jahnke
- Luca Gläser